# Синјанг
Синјанг (信阳) град је Кини у покрајини Хенан. Према процени из 2009. у граду је живело 1.903.764 становника.

## Становништво
Према процени, у граду је 2009. живело 1.903.764 становника.
| 1990.   | 2000.     | 2009.     |
| ------- | --------- | --------- |
| 273.175 | 1.350.000 | 1.903.764 |